# Référendum bosnien de 1992
Le référendum sur l'indépendance de la Bosnie-Herzégovine est un référendum organisé en république socialiste de Bosnie-Herzégovine du 29 février au 1er mars 1992, concernant l'indépendance du pays vis-à-vis de la république fédérative socialiste de Yougoslavie (RFSY). Il se déroule deux ans après les premières élections libres organisées en 1990 sur le territoire et l'accroissement des tensions ethniques, lié à la dislocation de la Yougoslavie.
L'indépendance est fermement soutenue par les Bosniaques et les Croates bosniens tandis que les Serbes bosniens boycottent le scrutin ou sont empêchées de participer par les autorités serbes de Bosnie. La participation s'élève à 63.4% des inscrits et 99.7% des votants choisissent l'indépendance. Le président Alija Izetbegović déclare en conséquence l'indépendance de la République de Bosnie-Herzégovine le 3 mars, avec la ratification par le parlement. Un mois plus tard, le 6 avril, les États-Unis d'Amérique et la Communauté économique européenne reconnaissent l'État bosnien indépendant qui est admis à l'Organisation des Nations unies le 22 mai.

## Résultats
| Choix                  | Votes     | %     |
| ---------------------- | --------- | ----- |
| Pour                   | 2 061 932 | 99,71 |
| Contre                 | 6 037     | 0,29  |
|                        |           |       |
| Votes valides          | 2 067 969 | -     |
| Votes invalides        | 5 227     | -     |
| Total                  | 2 073 568 | 100   |
| Abstention             | 1 180 279 | 36,27 |
| Inscrits/participation | 3 253 847 | 63,73 |

| Votes Pour (99,71 %) |
| ▲                    |
| Majorité absolue     |

## Conséquences
Dans le mois de sa reconnaissance, le siège de Sarajevo commence dans un contexte où l'Armée de la république serbe de Bosnie contrôle 70% des territoires de la Bosnie-Herzégovine, nouvellement indépendante.